# Nicobar à camail
Caloenas nicobarica
Espèce
Synonymes
- Columba nicobarica Linnaeus, 1758

Statut de conservation UICN

 NT  : Quasi menacé
Statut CITES
Le Nicobar à camail, (Caloenas nicobarica), également appelé Pigeon de Nicobar, est la seule espèce actuelle du genre Caloenas. Il tire son nom du fait qu'il réside principalement dans les îles Nicobar, archipel dans l'est de l'océan Indien.
Il s'agirait du plus proche parent encore vivant du fameux Dodo mauricien, éteint depuis la fin du XVIIe siècle.

## Description
D'une longueur de 31 à 41 cm pour une masse de 460 à 600 g, le Pigeon de Nicobar est doté d'un plumage exceptionnel chez les columbiformes : vert sombre irisé avec des tons et des reflets cuivre et bleuâtre, plumes dégagées sur le manteau et les couvertures alaires, courte queue blanche, bec noir, pattes rouges, iris bruns chez le mâle et blancs chez la femelle adulte. La femelle est légèrement plus petite que le mâle, présente une caroncule un peu plus petite, les plumes du cou un peu moins longues et le dessous du corps plus brunâtre.
Les jeunes n'ont pas les longues plumes du cou et ne présentent pas de queue blanche. Ils acquièrent le plumage adulte entre 5 et 14 mois.

## Habitat

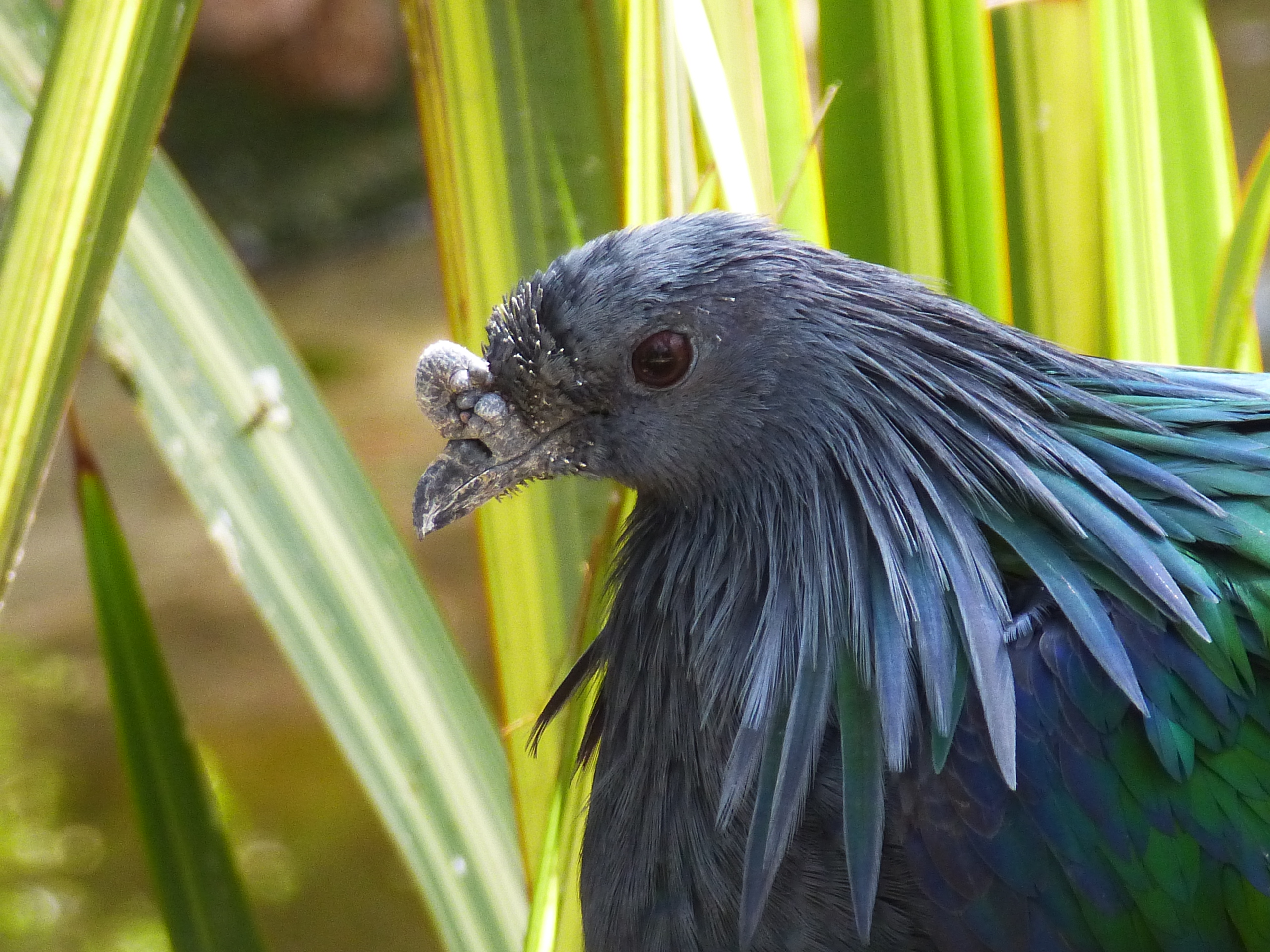
Tête de Pigeon de Nicobar.

Cet oiseau peuple les forêts denses humides, les mangroves et les fourrés arbustifs littoraux.

## Aire de répartition
Cet oiseau vit dans tout le sud-est asiatique, depuis le sud-est de l'Inde, en passant par le golfe du Bengale, les Îles Nicobar, la Nouvelle-Guinée, jusqu'aux Philippines.

## Comportement
Grégaire, cet oiseau se déplace en groupes d'îles en îles, y compris dans les endroits inhabités, pour y trouver sa nourriture qu'il recherche sur le sol des forêts denses. Ses grands yeux lui permettent de voir dans cette demi-obscurité. Cette espèce est plus active à l'aube et au crépuscule. Dans la journée, elle effectue de longues siestes dans les arbres.

## Alimentation
Cet oiseau se nourrit au sol dans les sous-bois de baies, fruits, de graines et d'insectes, et parfois de petits invertébrés.

## Reproduction
La reproduction se déroule au mois de septembre à mars (découverte de nids).
Le mâle effectue une parade nuptiale avec roucoulements et courbettes afin de séduire la femelle. Une fois qu'un couple est formé, il est stable.
Le mâle choisit le site de nidification et réunit des matériaux que la femelle assemble pour le nid. Celui-ci est une plateforme légère réalisée avec des brindilles à une hauteur de deux à trois mètres, exceptionnellement à très grande hauteur. La femelle pond en général 2 œufs, de couleur blanche avec un léger reflet bleu. Les adultes se relaient pour couver pendant 2 semaines et demie.
Les jeunes sont nus durant les 10 premiers jours, nourris au lait de jabot, puis progressivement avec des graines et des fruits et finalement quittent le nid peu après le premier mois. Ils peuvent se reproduire dès l'âge de 12 mois même s'ils n'arborent pas complètement leur plumage mature.

## Systématique
Le nom valide complet (avec auteur) de ce taxon est Caloenas nicobarica (Linnaeus, 1758).
L'espèce a été initialement classée dans le genre Columba sous le protonyme Columba nicobarica Linnaeus, 1758.
Ce taxon porte en français les noms vernaculaires ou normalisés suivants : Nicobar à camail,, Pigeon de Nicobar, Pigeon à camail, Pigeon à collerette.

### Liste des sous-espèces
Cet oiseau est représenté par deux sous-espèces :
- Caloenas nicobarica nicobarica (Linnaeus, 1758) ;
- Caloenas nicobarica pelewensis Finsch, 1875 peuplant les Palaos (comme son nom subspécifique l'indique), plus petite, plus bleuâtre et arborant des plumes du cou plus courtes que la sous-espèce nominale.

#### EspèceCaloenas nicobarica
- (en)  Myers, P. et al., Animal Diversity Web : Caloenas nicobarica, 2023 (consulté le 22 décembre 2023)
- (fr + en)  Avibase : Caloenas nicobarica (Linnaeus, 1758) (+ répartition) (consulté le 26 avril 2016)

- (en) BioLib : Caloenas nicobarica (Linnaeus, 1758) (consulté le 22 décembre 2023)

- (en) CITES : Caloenas nicobarica   (Linnaeus, 1758)   (+ répartition sur Species+) (consulté le 22 décembre 2023)
- (fr) CITES : taxon  Caloenas nicobarica (sur le site du ministère français de l'Écologie) (consulté le 27 mai 2015)

- (en) Congrès ornithologique international : Caloenas nicobarica (Linnaeus, 1758) (ligne 4453) (consulté le 22 décembre 2023)

- (en) Catalogue of Life : Caloenas nicobarica (Linnaeus, 1758) (consulté le 22 décembre 2023)
- (fr) eBird : Caloenas nicobarica (consulté le 22 décembre 2023)

- (fr + en) EOL : Caloenas nicobarica (Linnaeus 1758) (consulté le 22 décembre 2023)

- (fr + en) GBIF : Caloenas nicobarica (Linnaeus, 1758) (consulté le 22 décembre 2023)

- (en) IRMNG : Caloenas nicobarica (Linnaeus, 1758) (consulté le 22 décembre 2023)

- (fr + en) ITIS : Caloenas nicobarica (Linnaeus, 1758) (consulté le 22 décembre 2023)

- (en) NCBI : Caloenas nicobarica (taxons inclus) (consulté le 22 décembre 2023)

- (en) Paleobiology Database : Caloenas nicobarica (consulté le 22 décembre 2023)

- (en) Taxonomicon : Caloenas nicobarica (Linnaeus, 1758) (consulté le 22 décembre 2023)
- (en) Tree of Life Web Project : Caloenas nicobarica

- (en) UICN : espèce Caloenas nicobarica (Linnaeus, 1758) (consulté le 22 décembre 2023)
- (en) Zoonomen Nomenclature Resource (Alan P. Peterson) : Caloenas nicobarica  dans Columbiformes